# Zinkpojkar
Zinkpojkar  är en dokumentärroman av den belarusiska, ryskspråkiga författaren Svetlana Aleksijevitj som gavs ut för första gången i svensk översättning av Hans Björkegren 2014. Boken handlar om afghansk-sovjetiska kriget. Hon intervjuar bl.a. soldater, sjuksköterskor och mödrar. Boken ingår i författarens livsverk Utopins röster - Historien om den röda människan.